# Université d'Oulu
 (septembre 2019).
L'université d'Oulu est une université de Finlande située dans la ville d'Oulu, en Ostrobotnie du Nord. Fondée en 1958, elle comptait 13 500 étudiants et 3 400 employés  en 2019.

## Campus
L'université dispose de trois campus.
- Le campus principal  de Linnanmaa situé à cinq kilomètres au nord du centre d'Oulu. le campus comprend 5 facultés, Infotech Oulu, l'institut Thule, l'institut Giellagas, l'institut Martti Ahtisaari, le centre pour les communications sans fil (CWC), le centre pour la recherche métallurgique avancée (CASR), le centre de microscopie et de nanotechnologie, le jardin botanique de l'université d'Oulu, le musée zoologique, le musée géologique et deux bibliothèques scientifiques (Pegasus et Tellus).
- Le campus de la faculté de médecine intégré dans l'hôpital régional dans le quartier de Kontinkangas à 2 km au sud-est du centre-ville. Le centre de recherche clinique (CRC), Welltech Oulu et la bibliothèque médicale sont situés dans ce campus.
- Le campus de Kajaani, à 185 km au sud-est d'Oulu.

## Centres de recherche
L'université a de nombreux centres et unités de recherche.
- Le consortium de l'université de Kajaani dans lequel coopèrent l'Université de l'est de la Finlande, l'Université de Jyväskylä et l'Université de Laponie avec l'Université d'Oulu[2],
- L'observatoire de géophysique de Sodankylä[3],
- La station Oulanka de recherche en biologie  à Kuusamo[4],
- La station de recherche de la Baie de Botnie sur l’île de Ulkokrunni[5],
- L'institut de la région du sud d'Oulu à Nivala[6],
- Le Centre de physique souterraine de la mine de Pyhäsalmi[7],
- Le consortium Chydenius de l'université de Kokkola[8],
- L'unité de Raahe.

## Facultés
L'université est organisée en 8 facultés.
- Faculté de technologie
- Faculté des sciences
- Faculté des sciences humaines
- Faculté de médecine
- Faculté des sciences de l'éducation
- Faculté des sciences économiques et de gestion
- Faculté de biochimie et de médecine moléculaire
- Faculté de technologie de l'information et de génie électrique

## Relations internationales
L'université est membre de l’Université de l'Arctique. UArctic est un réseau international d’universités, d’instituts de recherche et d’organisations ayant pour but de promouvoir, coordonner et soutenir la recherche ainsi que l’éducation en régions arctiques.